# Jacques Chirac

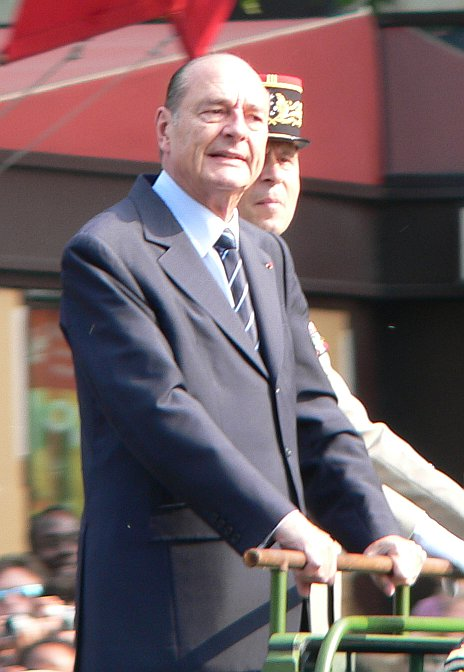
Jacques Chirac a július 14-i díszszemlét figyeli

Jacques René Chirac (Párizs, 1932. november 29. – Párizs, 2019. szeptember 26.) francia politikus, Franciaország elnöke. 1995-ben választották meg először, majd 2002-ben másodszor erre a posztra. Hivatalát 2007. május 16-án tette le. Mint elnök, egyben Andorra társhercege, valamint a Francia Becsületrend nagymestere is volt.
Chirac 1932-ben Párizsban született. Miután tanulmányait az Institut d’études politiques de Paris-n, majd az École nationale d’administrationon elvégezte, karrierjét köztisztviselőként kezdte, majd hamarosan a politikusi pályát választotta. Azóta sok posztra megválasztották, így volt ő már mezőgazdasági miniszter, miniszterelnök, Párizs polgármestere és az ország köztársasági elnöke is.
Kiállt az alacsonyabb adókulcsok, az árszabályozás visszaállítása, a terrorizmus és a bűnözés visszaszorítása, és a privatizáció mellett. Szintén gyakran felemelte a szavát egy szociálisan érzékenyebb gazdaságirányítás érdekében. Az 1995-ös választásokat azzal nyerte meg, hogy megígérte a szociális szakadék csökkentését. Gazdasági politikájában egyaránt megfigyelhető a liberális és a megszorító politika is.

## Fiatalkora és tanulmányai
Jacques Chirac a következő iskolákban tanult:
- Lycée Louis-le-Grand (Párizs) (1950-ben végezte el.
- Institut d’Études Politiques de Paris 1951–1954 (közszolgálat és Politika) 1954-ben írt egy kis értekezést a New Orleans-i kikötőről, és ebben egy rész az árvíz kockázatairól szólt.
- Harwardi nyári egyetem 1953
- École nationale d’administration 1959

Karrierje kezdetén a baloldali politika érdekelte. A l'Humanité című kommunista újságot árulta, és aláírta a Stockholmi felhívást a nukleáris fegyverek ellen. Gyakran hívják gyávának, mert 18 éves korában kikerülte a katonai szolgálatot. Ezek a baloldali kötelékek akadályt állítottak elé, például mikor először látogatott el az Egyesült Államokba, vagy később a katonai pályafutásában. Habár Saumur akadémiájának páncélozott lovassági tisztképző osztályában osztályelső volt, a hadsereg mégis lefokozta, mondván egy kommunista ne legyen tiszt. Ennek ellenére Chirac kiterjedt családi kapcsolatai révén elérte, hogy visszahelyezzék eredeti tiszti állásába.
Miután elvégezte a tiszti iskolát, Jacques Chirac önként jelentkezett katonának Algériába a függetlenségi háborúba, bár családi kapcsolatai lehetővé tehették volna számára, hogy egy kevésbé veszélyes helyen teljesítsen szolgálatot.

## Politikai karrierjének kezdete
Charles de Gaulle hatására belépett a politikai életbe, de az 50-es években folytatta egyéb feladatait is. 1957-ben bejutott Franciaország legelitebb felső szintű közigazgatási karára, az 1945-ben alapított strasbourg-i École nationale d’administration-ra (ENA).
Miután 1959-ben fokozatot szerzett ezen a karon, közigazgatási alkalmazott lett, és gyorsan emelkedett a ranglétrán. A francia Számvevőszék (Cour des Comptes) auditora lett, és megkapta az egyetemi tanárnak megfelelő maître de conférences. 1962 áprilisában de Gaulle Georges Pompidout nevezte ki miniszterelnökké, aki júniusban rábízta az építés, állami beruházások és szállítás reszortját saját miniszterelnöki hivatalán  (Secrétariat général du Gouvernement) belül. Pompidou bizalmas munkatársa és védence lett, aki őt később buldózernek nevezte, mert minden akadályt elhárított a miniszterelnök elől. Egy évvel később Chirac visszatért a Számvevőszékre, de Pompidou támogatása már beindította politikai karrierjét. A buldózer becenév rövidesen bekerült a francia politikai körök szótárába.
Pompidou ajánlására 1967-ben indult az akkori képviselő-választáson, és bejutott a francia parlamentbe. Ezt követően kapott feladatot a foglalkoztatási minisztériumban.
Chirac annyira felemelkedett, hogy 1960-as évek végére gazdasági minisztérium államtitkára lett. Ezt a posztot 1968 és 1971 között töltötte be. Ilyen állásban közeli kapcsolatokat tudott kialakítani Valéry Giscard d’Estaing-nel, aki ekkor a tárca vezetője volt. Az 1968-as párizsi diáklázadáskor nagy szerepe volt a fegyvernyugvás elérésében. Ekkor nemcsak diákok, hanem munkások is tüntettek. A fiatal technokrata ekkor szerzett nagy hírnevet. Chiracot az Asterix képregényben a briliáns ENA-tanulók előfutáraként jellemezték.
Chirac első magas rangú beosztása a földművelési minisztérium vezetése volt. Chirac gyorsan a francia farmerek érdeklődésének középpontjába került. Első, nemzetközi visszhangot kiváltott megnyilatkozása az volt, hogy Nyugat-Németország, az Egyesült Államok és az Európai Tanács mezőgazdasági politikája ellentétben áll Franciaország érdekeivel.
1974-ben belügyminiszterré nevezték ki. Márciusban Pompidou rábízta az 1976-os elnökválasztás előkészítésének feladatát. Azonban az elnök korai, 1974. április 2-án bekövetkezett halála miatt előrehozott választásokat kellett tartani. Itt Jacques Chaban-Delmas volt az egyik jelölt, a másik pedig az előző pénzügyi és gazdasági miniszter, Giscard d’Estaing. Chirac az utóbbit támogatta, aki végül az ország egyik legszorosabb választási versenyén megszerezte a köztársasági elnöki címet.

## Miniszterelnök,1974–1976
Az új államfő 1974. május 29-én Chiracot nevezte ki miniszterelnökké. 38 évesen a francia farkasok, a fiatal francia politikusok példaképe lett.
Mivel pártjának nagyon szűk mozgástere volt, Chiracnak az egyik legfontosabb tulajdonsága ekkor az volt, hogy mivel nem volt párttag, mindkét parlamenti oldal számára elfogadható volt.
1974 decemberében Szaddám Huszein, Irak elnökhelyettese, nem hivatalos vezetője, hivatalos látogatásra meghívta Chiracot Bagdadba. Chirac elfogadta a meghívást, és 1975-ben látogatást tett Irakban. Megállapodást kötöttek, miszerint Irak számos előjogot enged francia cégeknek, és ezen felül az iraki olajból 23%-os részesedést kapnak, Franciaország pedig egy atomreaktort szállít le, amelynek a neve Osirak.
Chirac újrajelöltette magát az 1976-os választásokon. Elkezdte felépíteni politikai bázisát a francia konzervatív pártok között, aminek a vége a Futás a Köztársaságért párt megalapítása lett.

## Jacque Chirac első kormánya (1974.május 28.–1976.augusztus 27.)
- Jacques Chirac – miniszterelnök
- Jean Sauvagnargues – külügyminiszter
- Jacques Soufflet – hadügyminiszter
- Michel Poniatowski – belügyminiszter
- Jean-Pierre Fourcade – gazdasági és pénzügyi miniszter
- Michel d'Ornano – ipari és kutatási miniszter
- Michel Durafour – munkaügyi miniszter
- Jean Lecanuet – igazságügyi miniszter
- René Haby – oktatási miniszter
- Christian Bonnet – mezőgazdasági miniszter
- Robert Galley – Építésügyi miniszter
- Simone Veil – egészségügyi miniszter
- Pierre Abelin – együttműködési miniszter
- Vincent Ansquer – kereskedelmi miniszter
- Jean-Jacques Servan-Schreiber – reformügyi miniszter
- André Jarrot – az életminőségért felelős miniszter

Változások
- 1974. június 9. – Jean-Jacques Servan-Schreiber elhagyja a kabinetet, posztja megszűnik.
- 1975. február 1. – Yvon Bourges lesz a hadügyminiszter.
- 1976. január 12. – Jean de Lipkowski lesz az együttműködési miniszter. Raymond Barre lesz az újonnan létrejövő külkereskedelmi minisztérium vezetője. André Fosset lesz az új életminőségért felelős miniszter.

## Chirac második kormánya (1986.március 20.–1988.május 12.)
- Jacques Chirac – miniszterelnök
- Jean-Bernard Raimond – külügyminiszter
- André Giraud – hadügyminiszter
- Charles Pasqua – belügyminiszter
- Édouard Balladur – gazdasági, pénzügyi és privatizációs miniszter
- Alain Madelin – ipari, idegenforgalmi, postai és hírközlési miniszter
- Philippe Séguin – szociális és munkaügyi miniszter
- Albin Chalandon – igazságügyi miniszter
- René Monory – nemzeti oktatás minisztere
- François Léotard – kulturális és kommunikációs miniszter
- François Guillaume – mezőgazdasági miniszter
- Bernard Pons – tengeren túli területek minisztere
- Pierre Méhaignerie – építésügyi, regionális tervezésért felelős és közlekedési miniszter
- André Rossinot – parlamenti kapcsolatok minisztere
- Michel Aurillac – együttműködési miniszter

## Párizs polgármestere

### Tevékenysége polgármesterként
Chiracot 1977-ben Párizs polgármesterévé választották. Ezt a posztot 1995-ig töltötte be. Ebben a pozícióban megnőtt politikai befolyása. Chirac támogatói kiemelik, hogy támogatta az időseket, a fogyatékkal élőket, és az elvált anyákat, megpróbált munkahelyeket teremteni a munkanélkülieknek, hogy Párizsban maradjanak. Bírálói elsősorban politikai stílusát, a magas működési és vezetési költségeket és a munkásosztály esélyeinek romlását hozták fel ellene.
Ráadásul Chirac neve jó néhányszor felmerült korrupciós ügyekben, ahol más politikusokat felelősségre vontak. Egy ítélet szerint akkor nem lehetett vizsgálatokat lefolytatni, mert mint köztársasági elnököt, őt is védte mentelmi joga.

### Út az elnöki posztig
1978-ban kritizálta az EU-párti kormánypártot, aminek a miniszterelnök is tagja. Azt állította, hogy külföldi-párti. A már ezt megelőzően is meglévő rivalizálás a két fél között tovább erősödött.
1981-ben Chirac először indult a köztársasági elnök választáson, az akkori elnök, Giscard ellen. A jobb-közép szavazótábor megoszlott a két jelölt között, így a biztos baloldali támogatással induló François Mitterrand lett az elnök. Giscard mindig Chiracot hibáztatta az 1981-es választásokon elszenvedett vereségért, és azóta a két ember közötti viszony feszültnek volt mondható. Giscard, bár ugyanazon az oldalon álltak, soha nem hagyott ki egyetlen alkalmat sem, hogy kritizálja Chirac tevékenységét.
1986-ban, mikor láthatóan nagy többsége volt a nemzetgyűlésben konzervatívoknak, Mitterand Chiracot jelölte miniszterelnöknek. Ez a hatalmi megoszlás, amit együttélésnek is neveznek, lehetőséget teremtett egy megállapodás keretében a köztársasági és a miniszterelnök között a miniszterelnök számára, hogy ő irányítsa a belpolitikai ügyeket. Ennek áraként Mitterrand, mint az ország köztársasági elnöke irányíthatta a hadügyet és a külügyet, így kisebbítve miniszterelnöke hatalmát.
1988-ban Chirac újra megpróbálta megszerezni a köztársasági elnöki posztot, de Mitterrand, a regnáló elnök, a pótválasztásokon nyert.

## Köztársasági elnökként

### Első periódusa
A 18 éven át tartó párizsi polgármesterség végül meghozta gyümölcsét, sikeresen indult az elnökválasztáson. Először, hogy indulhasson, el kellett hárítania egy összecsapást idősebb párttársával, Édouard Balladurrel (aki független jelöltként indult, bár sokan támogatták a párton belül is). Balladur az első fordulón a harmadik helyezést érte el. Így Chiracnak a szocialista Lionel Jospinnel kellett megküzdenie, akivel nagyon szorosan végeztek. Harmadik nekifutásra 1995 májusában Jacques Chirac megnyerte a köztársasági elnök választást.
Röviddel hivatalba lépését követően, a nemzetközi politikai és környezetvédelmi tüntetésekkel nem törődve újraindíttatta a nukleáris töltetű rakétákkal való kísérletezést Francia Polinézián. A kritikákra válaszul Chirac azt mondta:„Csak vissza kell tekinteni 1935-re… Voltak akkor emberek, akik a franciák fegyverkezése ellen voltak. És nézzék meg, mi történt.”
1996. február 1-jén bejelentette, hogy Franciaország egyszer s mindenkorra felhagy a nukleáris kísérletekkel.
Chirac adócsökkentésekről és munkahelyteremtő lépésekről döntött, de ez sem volt elég, hogy elkerülje a hivatali idejének első hónapjait jellemző munkássztrájkokat. Hazai fronton neo-liberális megszorító intézkedéseket vezetett be Alain Juppé kormánya többek között költségvetési kiadáscsökkentő intézkedéseket, ami nagyon népszerűtlen intézkedés volt. Év vége felé Chiracnak egyre nagyobb méretű munkástüntetésekre kellett felkészülnie.
Egyik beceneve a Kaméleon Bonaparte. Egy másik neve pedig a szélkakas. Pártpolitikusként EU-ellenes, köztársasági elnökként pedig az euró bevezetésének egyik legnagyobb szószólója.
1997-ben, hogy a kormánykoalíciónak biztosabb háttere legyen a parlamentben, a népgyűlést feloszlatta, és korai választásokat tartottak, hogy a kormány végig tudja vinni konzervatív gazdasági programját. De a stratégia balul sült el. A szocialista párt, más pártokkal összeállva kormányt tudott alakítani, így megverve a köztársasági elnök konzervatív pártját és szövetségeseit, és az elnököt megint egy együttélési rendszerre kényszerítették. Ez a hatalommegosztási megegyezés öt évig működött Jospin és Chirac között.
Ez látványosan gyengítette Chirac politikai erejét. A francia elnök alá csak a külügy és a hadügy irányítása tartozik, de ennek pénzügyi kereteit is a parlament határozza meg. Így ezekre a területekre is nagy befolyása van a miniszterelnöknek. Így nem sokkal a parlament feloszlatását és az új választásokat követően a köztársasági elnöknek kevés befolyása maradt a közpolitikára, így a büntetőjogi, gazdasági és közigazgatási kérdésekben. Chirac egyre gyakrabban támadta Jospin kormányát.

### Második ciklusa
69 évesen 2002-ben Chirac a negyedik köztársasági elnöki kampányának nézett elébe. Csak minden ötödik szavazópolgár adta rá a szavazatát az áprilisi első fordulóban. Az előrejelzések szerint ellenfele a régebbi miniszterelnök, Lionel Jospin lett volna, de a valóságban a szélsőjobboldali Jean-Marie Le Pen, a bevándorló-ellenes Nemzeti Front jelöltje lett a kihívója. A Nemzeti Fronton kívül az összes párt Le Pen ellen buzdította a választókat, még úgy is hogy elmennek választani, abban az esetben is, ha Chiracra szavaznak. „Szavazz a csalóra, és ne a fasisztára!” „Csipesszel az orrodon szavazz!” – ilyen és ehhez hasonló szlogenek borították el az országot.
„Franciaország nevében és a népünk hasznára vissza kell utasítanunk mindenfajta szélsőséget.” Chirac ezt mondta a köztársasági elnöki választás előtt. „Megkérek minden franciát, hogy a demokráciára szavazzon, a szélsőjobboldallal szemben.” A második fordulóban elsöprő többséggel győzött, a szavazatok 82%-át kapta meg.

## Törvénytelen pártfinanszírozási ügye
A régóta húzódó ügyben a vád szerint még Párizs főpolgármestereként fiktív állásokat kreált, és a munkabért az általa vezetett Tömörülés a Köztársaságért (RPR) nevű gaullista párt 28 munkatársa kapta, akik részt vettek az 1995-ös francia elnökválasztási kampány előkészítésében. Elnöki ideje alatt nem indulhatott eljárás ellene. A furcsa perben az ügyészség a bizonyítékok ellenére is a felmentését kérte. 2011. december 15-én a bíróság első fokon két év felfüggesztett börtönre és 150 ezer eurós pénzbírságra ítélte közpénzek elsikkasztása és közbizalommal való visszaélés miatt. Az ítélet újabb vitákat váltott ki a politikusról.

## Magyar kitüntetése
- A Magyar Érdemrend nagykeresztje a nyaklánccal és az arany sugaras csillaggal (2001)

## Magánélete
Chirac római katolikus volt. 1956-ban elvette feleségül Bernadette Chodron de Courcel-t. Két lányuk született, Laurence és Claude, aki sajtószóvivő és személyes tanácsadó is volt.
1979-ben Chirac és felesége örökbe fogadott egy 21 éves vietnámi származású menekült lányt, Anh Dao Traxelt, akit sírni láttak a repülőtéren. Mikor Chirac meglátta, ezt mondta neki: „Ne sírj kedvesem, hazajössz velünk”.

## Chirac könyvei
- Jacques Chirac – Heinz Fischer: Wien um 1900 (Klimt, Kokoschka, Schiele, Moser), Belser Verlag, 2005 (németül)

### Magyarul
- Egy új Franciaországért. Gondolatok 1.; ford. ifj. Fasang Árpád, Ginter Károlyné, Várady Enikő; Mundus, Budapest, 1997 (Az Antall József Emlékbizottság és Baráti Társaság évkönyvei)

## Kapcsolódó szócikk
- Franciaország miniszterelnökeinek listája
- Franciaország elnökeinek listája

| Elődje: François Mitterrand | A Francia Köztársaság elnöke 1995–2007 | Utódja: Nicolas Sarkozy |